# Trizocarcinus tacitus
Trizocarcinus tacitus is een krabbensoort uit de familie van de Euryplacidae. De wetenschappelijke naam van de soort is voor het eerst geldig gepubliceerd in 1940 door Chace.